# Воскресенский Новодевичий монастырь
Воскресе́нский Новоде́вичий монастырь в Санкт-Петербурге — женский монастырь Санкт-Петербургской епархии Русской православной церкви близ Московской заставы по адресу Московский проспект, дом 100.

## История монастыря

### Предшественники обители
Первоначально женский Воскресенский монастырь предполагалось устроить на месте Смольного двора на Неве. 30 октября (10 ноября) 1748 года, по указу императрицы Елизаветы Петровны был заложен Смольный девичий монастырь. Однако строительство обители затянулось по причине продолжавшейся Семилетней войны. Только в 1764 году сюда были назначены настоятельница и пять монахинь. Своё существование монастырь прекратил в 1822 году, когда в нём не осталось ни одной монахини.
Первоклассный женский монастырь в Санкт-Петербурге был возобновлён 14 (26) марта 1845 год по указу Николая I. Насельницы были размещены на Васильевском острове в бывшем доме упразднённой Греко-униатской Духовной коллегии. А службы для них совершались в нижнем храме соседней Благовещенской церкви.

### Монастырь от основания до ликвидации
Место на Васильевском острове не устраивало монахинь. В связи с этим для монастыря был выделен казённый лесной участок у Московских ворот. Здесь митрополит Никанор (Клементьевский) 15 ноября 1849 совершил закладку обители. Первый кирпич заложил император Николай I. За 4 года до этого здесь было основано и кладбище. Первой игуменьей монастыря была Феофания (Готовцова).
Строительство комплекса велось по проекту архитектора Н. Е. Ефимова, при участии К. И. Реймерса, Л. Л. Бонштедта и Н. А. Сычёва. Среди жертвователей были графиня А. А. Орлова-Чесменская и вюртембергская королева Ольга Николаевна. Кроме того, ежегодно на постройку монастыря казна выделяла 25 000 рублей.
В 1854 году монахини переселились в отстроенный комплекс.
После основания при монастыре действовали различные мастерские: иконописная, рисовальная, чеканная, золотошвейная, ковровая, башмачная, просфорная, поварня, квасоварня, появились фермы, огороды, сады, пчельник. В 1901 году в монастыре были построены здания, в которых расположились трапезная, ризница, библиотека, больница и др. При монастыре стали работать детский приют, богадельня и церковно-приходская Князь-Владимирская школа.
К 1917 году в монастыре проживали 77 монахинь и 66 послушниц. Четырежды в год (в годовщину основания монастыря, день Всех святых, празднование Казанской иконы Божией Матери и Успения Пресвятой Богородицы) вокруг обители устраивался крестный ход.
В январе 1883 года Новодевичьему монастырю были подарены 6,5 десятин леса в деревне Вохоново Царскосельского уезда для устройства скита. Он был учреждён в 1884 году, но уже в 1889 году Мариинский скит был обращён в общежительный заштатный монастырь.

### Советский период
В 1918 году монастырь был упразднён, но продолжал существовать явочным порядком. Были конфискованы имущество и церковные ценности. В конце 1919 года монашествующие создали трудовую общину вокруг прихода Воскресенского собора.
В 1928—1937 годы игуменские покои монастыря служили резиденцией митрополитов Ленинградских последовательно: Серафима (Чичагова) и Алексия (Симанского). На глазах митрополита Серафима в 1929—1932 годах были закрыты главный собор и все церкви монастыря, кроме той, при которой находилась митрополичья резиденция, снесена монастырская колокольня; в феврале 1932 года арестовано и выслано около 90 монахинь и послушниц, живших в монастырских корпусах.
В конце 1937 года церковная жизнь в монастыре полностью прекратилась − последняя действовавшая Афонская церковь была закрыта, резиденция у митрополита изъята.
В 1930-е годы внешний облик монастырского ансамбля был искажён. Для спрямления Международного (ныне Московского) проспекта — главной магистрали города, выводящей на Московское и Киевское шоссе взорвали важнейшую вертикальную доминанту монастыря, Свято-Исидоровскую колокольню, хотя в итоге это место так и осталось не застроенным. Были также сняты купола Воскресенского собора, снесены часовни и кладбищенские церкви (Скорбященская и св. Илии Пророка). В основном корпусе монастыря разместился режимный оборонный Научно-исследовательский институт электромашиностроения, в связи с чем были перестроены и внутренние помещения монастырских зданий.

### Постсоветское время
С 1990 года началось постепенное восстановление монастыря. В 1989 году Казанская церковь была передана приходу РПЦЗ. В ноябре 1995 года монастырь был юридически возобновлён. К этому времени монахинями вновь была обретена могила игуменьи Феофании, расположенная между Казанской церковью и апсидой Воскресенского собора, в советское время она была осквернена и долго находилась под асфальтом. В момент восстановления монастыря ему были переданы три запущенных полуразрушенных флигеля. В одном из них помещались кельи, в двух других — трапезная, богадельня, библиотека, мастерские. Тем не менее, в большей части корпусов продолжал размещаться НИИ электромашиностроения. Летом 2001 года монастырю была отдана Князь-Владимирская церковно-приходская школа, а осенью того же года было принято решение о возвращении монастырю всех зданий, когда-либо ему принадлежавших. Прихожане московского храма Христа Спасителя пожертвовали монастырю образ Державной иконы Божией Матери. С 2002 года начались реставрационные работы в Казанской церкви и южном корпусе, воссоздание Воскресенского собора и Афонской церкви. На данный момент у обоих этих храмов восстановлены купола, Афонская церковь полностью воссоздана и действует, как и южный монастырский корпус, в Воскресенском соборе пока ведётся реставрация, большая часть которой уже проведена. Казанская церковь также полностью отреставрирована. Реставрация северного корпуса ещё не начата, церковь Трёх Святителей по-прежнему стоит без куполов. Воссоздание этого корпуса планировалось начать в 2008 году.
Ансамбль Воскресенского Новодевичьего монастыря вновь стал поражать глаз наблюдателя своим великолепием. Вопрос о восстановлении Свято-Исидоровской колокольни так и не был решён. Вместо этого, несмотря на протесты общественности против изменения «высотного регламента» (то есть предела высоты построек, соблюдавшегося до конца XX века), развернулось освоение площади под элитарную высотную застройку за монастырём. На фоне строящихся с 2007 года рядом с монастырём многоэтажных зданий с элитарным дорогостоящим жильём, Воскресенский Новодевичий монастырь в Петербурге ещё более утратил свою величественность.
С 20 по 24 октября 2011 года в монастыре пребывал Пояс Богородицы из монастыря Ватопед на Афоне. В связи с этим у входа в монастырь стали появляться многокилометровые очереди по Московскому проспекту и Киевской улице, доступ в Казанскую церковь был круглосуточным. С 14 по 17 января 2014 года в монастыре пребывали дары волхвов из афонского монастыря святого Павла. Верующие стояли в очереди по 8-10 часов, чтобы прикоснуться к святыне.
В 2021—2022 годах колокольня высотой 55,5 метра была восстановлена на старом месте и освящена.

### Настоятельницы
- 1845—1866 — игумения Феофания (Готовцова)
- 1866—1886 — игумения Евстолия (Ерофеева)
- 1887 — наместница, монахиня Аполлония, казначея[7]
- 1888—1904 — игумения Валентина (Ивановская)
- 1904—1916 — игумения Антония (Рейнбот)
- 1918—1935 — игумения Феофания (Рентель)
- С 2007 года — игумения София (Силина)

## Архитектура монастыря
Монастырские кельи расположены буквой «П», выходящей передней стороной на Московский проспект. В центре неё находится доминанта монастыря — Воскресенский собор, выходящий на Московский проспект высоким арочным порталом. Образцом для архитектурного решения женской обители послужила созданная в 1840-х годах Николаевская военная богадельня в подмосковном селе Измайлове: её корпуса были пристроены, один с севера, другой с юга, к пятиглавому Покровскому собору XVII века.
Монастырские постройки выполнены в русском стиле. Их стены покрашены в нежный жёлто-розовый цвет. Кельи выстроены в два этажа. Окна келий собраны в группы по три штуки, при этом центральное окно является декоративным «глухим окном». Они имеют арочную форму, их наличники служат распорками для стрельчатых арок русского типа, завершающих каждое окно.
По бокам от Воскресенского собора расположены две одинаковые церкви: Афонская церковь (с южной стороны) и церковь Трёх Святителей (с северной стороны). В настоящий момент действует недавно восстановленная Афонская церковь, а церковь Трёх Святителей закрыта на реставрацию.
С русским стилем основного объёма монастыря контрастирует Казанская церковь, построенная в начале XX века в византийском стиле архитектором В. А. Косяковым.
|  |  |  |

Воскресенский Новодевичий монастырь упоминается в поэме А. А. Блока «Возмездие»:
За самой городской чертой 

Где светится золотоглавый 

Новодеви́чий монастырь 

Заборы, бойни и пустырь 

Перед Московскою заставой...

## Монастырские храмы
До ликвидации в монастыре действовали следующие храмы: собор Воскресения Христова, церковь Казанской иконы Божией Матери, церковь Ватопедской (Афонской) иконы Божией Матери, церковь Трёх Святителей, церковь иконы Божией Матери «Всех скорбящих Радость» (кладбищенская), церковь Пророка Илии (кладбищенская) и церковь преподобного Исидора Пелусиота.

### Воскресенский собор
Пятиглавый двухэтажный Воскресенский собор — архитектурная доминанта ансамбля; он построен в русско-византийском стиле и напоминает Владимиро-Суздальские храмы XV века.
Архитектор Николай Ефимов. Строился в 1849—1861 годах. Вход в собор находится в высоком арочном портале, выходящем на Московский проспект. Северный и южный фасады собора украшают декоративные аркады, поддерживаемые парами колонн. Собор венчает пятиглавие с позолоченными чешуйчатыми луковичными куполами, расположенными на высоких барабанах. В четырёх малых куполах располагаются звонницы. Каждый барабан опоясывает аркада с проёмом в каждой второй арке.
В Соборе пять престолов: главный в честь Воскресения Христова, правый в честь Успения Пресвятой Богородицы, левый во имя Архангела Михаила, правый на хорах во имя Всех Святых, левый во имя Николая Чудотворца.
В 1874—1875 годах по проекту архитектора Григория Карпова в подвале собора был построен ещё один придел, освящённый во имя Феодосия Печерского и Григория Неокесарийского.
Росписи и образа собора были выполнены монастырскими живописцами и монахинями. Особенно красивым считался находившийся в алтаре полукруглый пятиярусный иконостас. В Успенском приделе хранилась Смоленская икона Божией Матери, написанная игуменьей Феофанией и считавшаяся чудотворной.

### Келейные церкви
Западный келейный корпус прерывается двумя церквами, расположенными, соответственно, к югу и к северу от Воскресенского собора: церковью Афонской (Ватопедской) иконы Божией Матери (к югу) и церковью Трёх Святителей Вселенских (к северу). В настоящий момент действует только Афонская церковь.
Живописная Афонская церковь была заложена 10 июля 1850 года и строилась по проекту Н. Е. Ефимова и Н. А Сычёва. 28 июля 1854 года она была освящена в присутствии дочери Николая I Великой княжны Марии Николаевны во имя Афонской (Ватопедской) иконы Божией Матери «Отрада и Утешение». Архитектором иконостаса церкви был придворный архитектор А. И. Штакеншнейдер. Церковь Трёх Святителей была построена теми же архитекторами симметрично Афонской в больничном корпусе монастыря. Заложена она была также в 1850 году, а в 1855 году — достроена и освящена. Она особенно почиталась монахинями за находившуюся там икону Божией Матери «Благоухающий цвет».
Обе церкви одинаковы по внешнему виду. Они обе пятиглавые с шатровой одноярусной колокольней. Луковичные купола позолочены, шестигранный шатёр колокольни покрашен в зелёный цвет, его завершением является позолоченная луковичная главка с крестом. Фасад сверху завершают полукруглые закомары. Передний фасад изобилует арками. На каждой грани шатра прорезаны слуховые окна. В восточной части обеих церквей имеется алтарная апсида.

### Кладбищенская церковь Илии Пророка
У входа на кладбище находилась каменная церковь, облицованная глазурованным кирпичом, Илии Пророка. Она была построена в 1888 году по завещанию лесопромышленника Ильи Громова по проекту архитектора Л. Н. Бенуа в московском стиле. Церковь была пятиглавой с луковичными куполами. Над карнизом здания находились закомары. Алтарная апсида была увенчана луковичной главкой с крестом. Внутри церковь была богата своим убранством. Там находился резной дубовый иконостас и богатая церковная утварь. Они были созданы в петербургских ювелирных мастерских. В 1925 году церковь была закрыта, а в 1930 году — снесена.

### Кладбищенская церковь иконы Божией Матери «Всех скорбящих Радость»
В центре кладбища была расположена церковь иконы Божией Матери «Всех скорбящих Радость». Она была возведена в 1856 году над могилой командира Александрийского гусарского полка А. Н. Карамзина, сына русского историографа и писателя Н. М. Карамзина, отчего получила второе название — «Карамзинская». В церкви имелась вырезанная из слоновой кости икона Воскресения Христова, считавшаяся одной из самых красивых в Петербурге. Церковь была закрыта в июне 1925 года, а в 1930 году — снесена. При разрушении церкви была уничтожена и могила Карамзина.

### Казанская церковь
Кирпичная Казанская церковь была заложена 8 июня 1908 года по проекту архитектора Василия Косякова. В 1912 году строительство окончено.
Приземистый кирпичный пятиглавый двухэтажный храм стал образцом неовизантийского стиля. Внешне он напоминает Софийский собор в Константинополе. Каждый купол храма расположен на низком барабане, опоясанном аркадой, создающей урезы на куполе. Купола были покрыты особой черепицей, как в Греции (историческое черепичное покрытие уничтожено при последней реставрации и заменено медным листом). В каждой арке находится окно. Порталы, в которых располагаются входы, образованы массивными пилонами со сводами, украшенными резьбой. Завершением каждого портала является полуциркульная кровля с большим полукруглым окном. Окна фасада также большого размера и полукруглой формы. В восточной части фасад завершают три апсиды, одну из которых венчает купол на барабане средней высоты. Барабан опоясывает такая же аркада, при этом окна в каждой арке имеют вытянутую форму. Верхнюю часть барабана декорирует мозаика сине-голубых тонов.
Внутри трёхпрестольный храм отделан в русском стиле. Росписи выполнены художником Фомой Райляном. В 1910—1915 годах он же выполнил темперой живописные работы, большей частью сохранившиеся до наших дней. Круглый в плане церковный зал разделён на три нефа. Центральный зал напоминает ротонду, окружённую колоннадой, образованной колоннами из красного мрамора с позолоченными капителями. За пределами этой ротонды находятся два боковых нефа, заканчивающиеся иконостасами боковых приделов. Таким образом боковые иконостасы отделены от центрального стенами. Под каждым из малых куполов устроены хоры. Ценность представляют три позолоченных иконостаса — двухъярусный в основном престоле и одноярусные в боковых. Киоты икон также позолочены. Слева от алтаря между колоннами стоит рака с частицей мощей свщмч. Илариона (Верейского).
В 1912 году строительство храма было закончено, но освятить его не удалось, и росписи так и не были закончены.
|  |  |  |  |

В 1929 году большевики в церкви разместили склад. После Великой Отечественной войны здание было передано под машиностроительный цех. В 1950-х годах было принято решение о взрыве церкви, в стене были подготовлены шурфы, однако в связи с техническими трудностями это намерение осуществлено не было. В 1989 году церковь, находившаяся в недействующем монастыре, была передана приходу Русской православной церкви заграницей. В 1992 году в церкви освятили придел во имя Державной иконы Божией Матери. В 1995 году церковь была отдана восстанавливаемому монастырю. Реставрация продолжалась с 2002 по 2004 годы.

### Монастырская колокольня
В 1895 году рядом с Воскресенским собором была возведена четырёхъярусная монастырская колокольня, высотой 55,5 метра по проекту Леонтия Бенуа и Владимира Цейдлера. Она напоминала колокольню Ивана Великого в Московском кремле. В первом ярусе находился парадный арочный вход в монастырь. Во втором ярусе находилась надвратная церковь во имя преподобного Исидора Пелусиота, небесного покровителя скончавшегося тремя годами ранее митрополита Исидора. В двух верхних ярусах колокольни находились звонницы. Как и на барабанах куполов собора, оба верхних яруса опоясывала аркада, в каждой второй арке которой находился проём. Венчала колокольню объёмная луковичная глава.
Колокольня была взорвана в конце 1920-х годов в связи с расширением Московского проспекта.
В 2020 году началось воссоздание колокольни на её историческом месте. 13 сентября 2021 года восстановленная колокольня монастыря с вратами и надвратным храмом была освящена патриархом Московским и Всея Руси Кириллом.

## Монастырское подворье
В 1884 году бывший предводитель царскосельского дворянства Платонов и его дочь пожертвовали Новодевичьему монастырю земельный участок близ деревни Вохоново для организации скита. 16 сентября 1884 года в скиту освящена церковь во имя святой Марии Магдалины. В 1889 году по определению Святейшего cинода скит возведён в самостоятельный общежительный женский монастырь с наименованием Вохоновский Мариинский женский монастырь.
С сентября 1999 года храм во имя Честных Древ Святого и Животворящего Креста, находящийся в посёлке Лисино-Корпус Тосненского района Ленинградской области, имеет статус подворья Воскресенского Новодевичьего монастыря.

## Новодевичье кладбище
Новодевичье кладбище на территории монастыря было основано в 1845 году, ещё до возобновления самого монастыря. Оно находится в восточной части монастыря. Там похоронены многие известные люди: поэты Н. А. Некрасов, Ф. И. Тютчев, А. Н. Майков, художники М. А. Врубель и А. Я. Головин, врач С. П. Боткин и многие другие. Здесь же похоронен и сам архитектор монастыря Н. Е. Ефимов.
Неподалёку от монастыря, у апсиды бывшего домового храма Свято-Владимирской женской церковно-учительской школы, находится могила обер-прокурора Святейшего Синода К. П. Победоносцева, похороненного там по своему завещанию в 1907 году, а также его жены, умершей в Ленинграде в 1932 году.